# Программа строительства флота «Восемь-восемь»
Программа строительства флота «Восемь-восемь» (яп. (八八艦隊 Хатихати кантай) — программа развития Императорского флота Японии в первой четверти XX века. Она предполагала постройку для Императорского флота восьми линкоров и восьми броненосных или линейных крейсеров.

## История
Программа «Восемь-восемь» возникла после русско-японской войны в рамках «Имперской оборонной политики 1907 года». Она предусматривала строительство флота из восьми дредноутов водоизмещением по 20 000 тонн и восьми современных броненосных крейсеров водоизмещением по 18 000 тонн. Для их поддержки предусматривалось строительство нескольких кораблей меньшего водоизмещения, включая крейсера и эсминцы. Программа была вдохновлена основанной на идеях Мэхэна доктриной Сато Тэцутаро, который утверждал, что безопасность Японии может быть гарантирована только сильным военно-морским флотом. По мнению Сато, для обеспечения своей безопасности Япония должна быть способна победить державу, которая представляет собой наибольшую возможную угрозу. После победы над Россией место этой державы в японской стратегии заняли Соединённые Штаты Америки. В 1907 году никакого столкновения фундаментальных интересов между Японией и Соединёнными Штатами ещё не существовало, и не было никаких признаков того, что японское или американское правительство желают конфронтации. Тем не менее, «Имперская оборонная политика 1907 года» продвигала идеологию большого флота Японии, игнорируя реалии японской внешней политики. Не предоставляя никаких обоснований для увеличения военно-морской мощи, командование Императорского флота произвольно приписало Соединённым Штатам роль вероятного противника, чтобы оправдать усилия по наращиванию флота.
Основываясь на теоретических оценках численности флота Соединённых Штатов в 25 линкоров и крейсеров, японские военно-морские теоретики постулировали, что Японии потребуется флот по меньшей мере из восьми линкоров первой линии и восьми линейных крейсеров для обеспечения паритета в Тихом океане. Когда министр флота адмирал Ямамото Гомбэй представил бюджетный запрос на строительство такого флота парламенту Японии, оказалось, что эта сумма более чем в два раза превышает весь национальный бюджет Японии.
В итоге только один раз японский парламент выделил средства на строительство идеального, по мнению японских морских теоретиков, флота. При этом из-за большого времени постройки и корабли, заказанные в 1910 году, успели устареть к 1920 году.
Обсуждались также различные альтернативные планы, в том числе сокращение плана до программы «Восемь-четыре», а затем до программы «Восемь-шесть».

### Первый этап выполнения программы

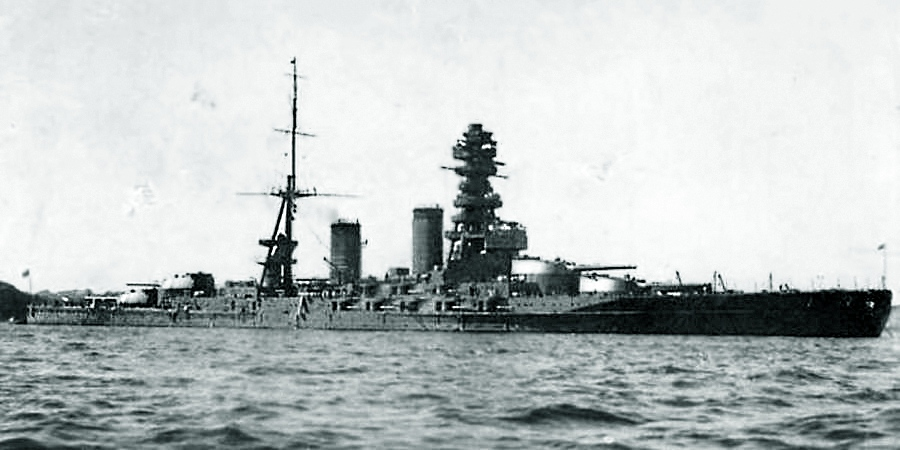
«Муцу», линкор типа «Нагато», вскоре после завершения строительства.

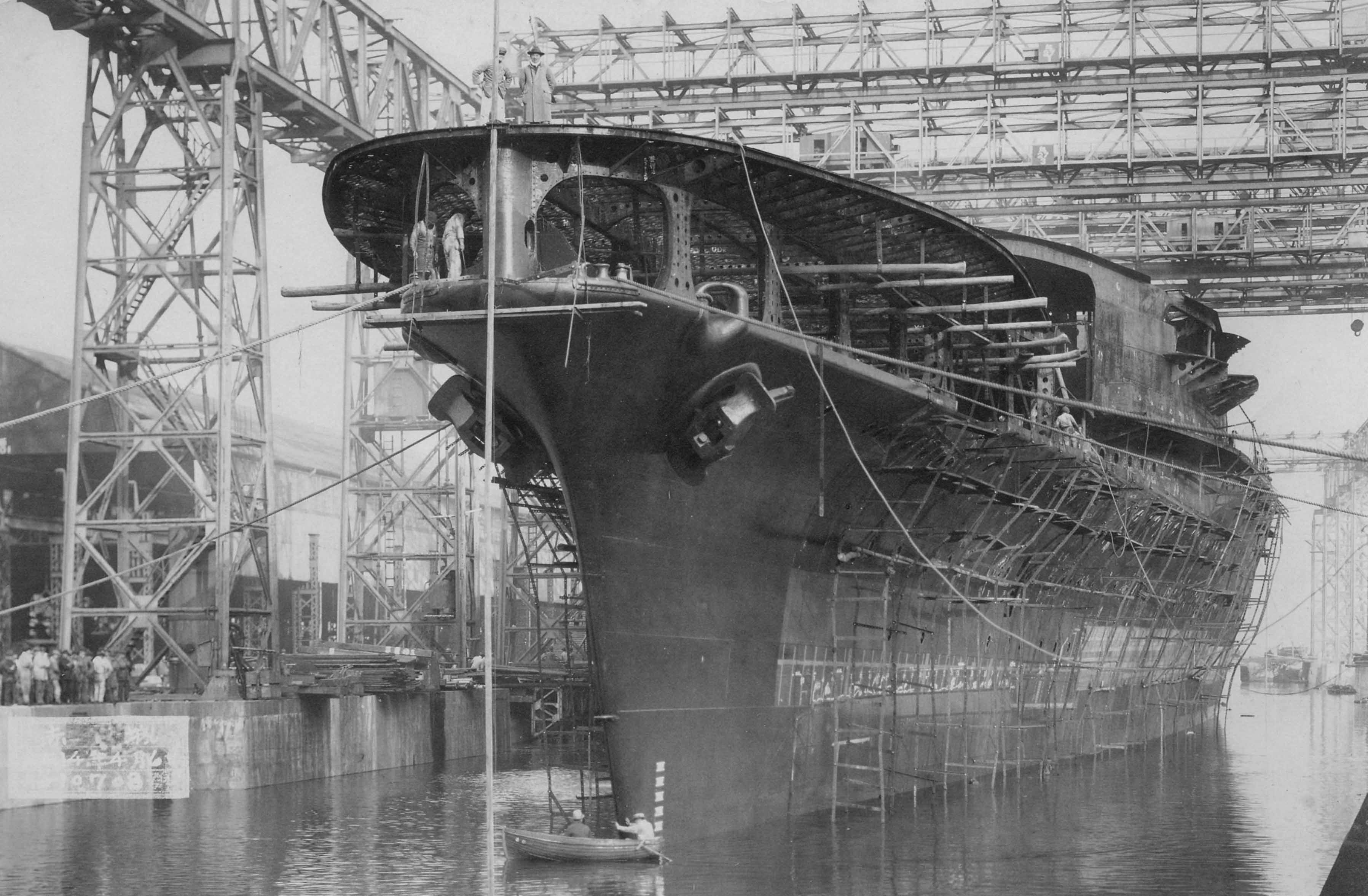
Акаги перестраивается в авианосец, апрель 1925 года.

Первая попытка построить флот, соответствующий программе, была предпринята в 1910 году, когда Генеральный штаб Императорского флота Японии предложил программу строительства восьми линкоров и восьми броненосных крейсеров. Министерство флота по политическим причинам сократило этот программу до семи линкоров и трёх броненосных крейсеров. В конце концов Кабинет министров рекомендовал заложить один линкор и четыре линейных крейсера, парламент одобрил строительство этих кораблей в 1911 году. Крейсера принадлежали к типу «Конго», линкором был «Фусо», на тот момент все они соответствовали современному технологическому уровню.
В 1913 году были утверждено строительство ещё трёх линкоров по проекту «Фусо» («Ямасиро», «Исэ» и «Хюга»), в общей сложности японцы получали четыре линкора и четыре броненосных крейсера.
В 1915 году флот предложил заложить ещё четыре линкора. Это предложение было отклонено парламентом. Однако в 1916 году парламент согласился на один дополнительный линкор и два линейных крейсера. В 1917 году, в ответ на планы США построить ещё десять линкоров и шесть линейных крейсеров, парламент одобрил строительство ещё трёх линкоров, а в 1918 году Кабинет министров разрешил строительство ещё двух линейных крейсеров. Теперь у японцев было восемь линкоров и восемь крейсеров.
Этими кораблями были два линкора типа «Нагато», два линкора типа «Тоса» и четыре линейных крейсера типа «Амаги»: все — современные корабли с орудиями калибром 410 мм, превышавшим калибр орудий всех находящихся в то время в строю и строящихся линейных кораблей прочих государств. Однако в итоге только два корабля типа «Нагато» были достроены в качестве линкоров; Кага (изначально — линкор типа «Тоса») и Акаги решили перестроить в авианосцы, постройка прочих была отменена.

### Второй этап выполнения программы
Однако устаревание кораблей шло настолько быстро, что программа строительства «Восемь-восемь» была перезапущена: теперь "Нагато" считался кораблём № 1 в новом проекте, и планировщики начали списывать старые линкоры и линейные крейсера. На этой пересмотренной основе флот был сокращён до «Четыре-четыре».
Дальнейшим стимулом для создания идеального флота из восьми линкоров и восьми линейных крейсеров стало резкое усиление Военно-морского флота США в соответствии с планом президента Вудро Вильсона от 1919 года по строительству ещё 16 кораблей (в дополнение к 16 кораблям, одобренным в 1916 году). В 1920 году, во время премьерства Хара Такаси, парламент был вынужден нехотя принять план по строительству дополнительно четырёх линкоров и четырёх линейных крейсеров к 1927 году. В этом случае линейные крейсера типа «Амаги» были бы усилены четырьмя быстроходными линкорами типа «Кии», которые были немного медленнее, но мощнее, а линейные корабли — новыми линкорами типа «Номер 13», оснащёнными 460-мм орудиями. Если бы этот план был выполнен в полном объёме, Япония получила бы флот «Восемь-восемь»; если бы в него также вошли старые корабли типов «Фусо» и «Конго», то можно было бы достичь ещё более амбициозной цели: флота «Восемь-восемь-восемь» с тремя, а не двумя эскадрами по восемь кораблей.

## Вашингтонское соглашение
Вашингтонское морское соглашение 1922 года положило конец этим планам строительства. По его условиям все ещё строящиеся корабли — что означало все корабли, заложенные после «Нагато», первого корабля строительной программы 1916 года, — должны были быть разобраны или переоборудованы в авианосцы. Особое исключение было сделано для линкора «Муцу», который близился к завершению и который занимал особое место в сердцах японцев, причём часть средств на его строительство была собрана по подписке.
Соглашение установило максимальный тоннаж для японского военно-морского флота в размере 60 процентов от флота США и Королевского флота Великобритании. По этой причине многие офицеры Императорского флота Японии, в том числе адмирал Сато Тэцутаро, решительно выступили против соглашения. Эти офицеры сформировали влиятельную фракцию флота, которая позже добилась выхода Японии из соглашения. По иронии судьбы, договор ограничивал британские и американские программы строительства флота гораздо сильнее, чем японские — сказывалась разница в возможностях промышленности.
Хотя Императорский флот ещё несколько лет продолжал строить корабли в соответствии с первоначальной программой «Восемь-восемь», к 1930-м годам развитие военно-морской стратегии и прогресс морской авиации привели к потере смысла заложенных в неё концепций.